# Tila Tequila

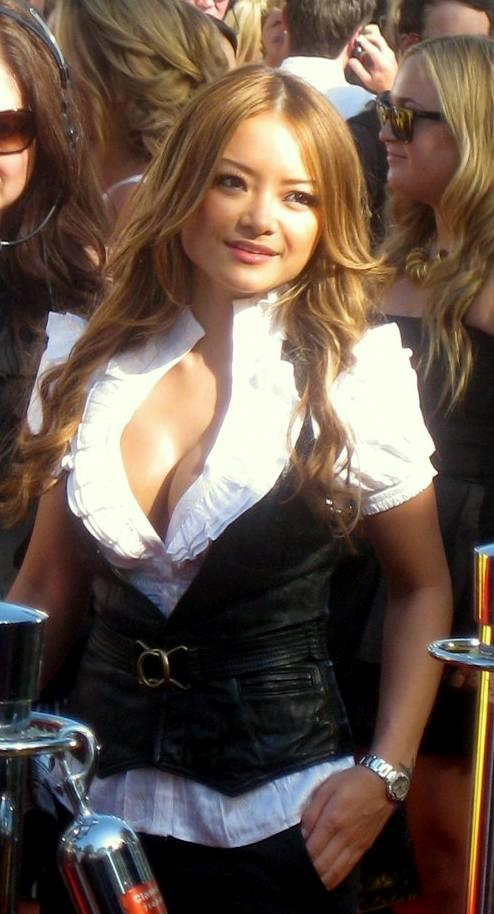
Tila Tequila 2008.

Thien Thanh Thi Nguyen, conocida artísticamente como Tila Tequila (Singapur, 24 de octubre de 1981), es una modelo, animadora, actriz, y cantante estadounidense que reside en West Hollywood, California. Es conocida por sus apariciones en revistas como Stuff, Time, su papel como anfitriona del programa de Fuse TV Pants-Off Dance-Off y su posición como el artista más popular en MySpace (según la página de opiniones) a partir de abril de 2006. Fue educada en Houston, Texas. Su espectáculo de MTV A Shot at Love with Tila Tequila fue estrenado el 9 de octubre de 2007.

## Trabajando como modelo y actuando
"Tila Tequila" es una reconocida modelo a pesar de su escasa estatura (sólo mide 1.49 m). Comenzó su carrera como modelo a la edad de 18 años cuando fue descubierta en la Sharpstown Mall por un profesional de Playboy y se le ofreció la oportunidad de posar desnuda para la revista. Tras hacer una prueba fotográfica, al final se mudó al sur de California. Finalmente fue destacada como la Playboy Cyber Girl de la semana el 22 de abril de 2001. Poco después se convirtió en la primera asiática Cyber Girl del mes. Le siguieron unos pocos más reportajes fotográficos consecutivos para la revista.
Ha aparecido en la portada de la revista Import Tuner, en espectáculos automovilísticos como Hot Import Nights, y en el videojuego Street Racing Syndicate. En 2003, concursó en Surviving Nugent de VH1, un programa de telerrealidad, donde los participantes realizaban comprometidas tareas y acrobacias para la estrella de rock Ted Nugent. También fue la más frecuente anfitriona de la primera temporada del espectáculo de baile de Fuse TV Pants-Off Dance-Off, en el que un grupo de concursantes se quitaba la ropa con los vídeos musicales. Tila también había trabajado previamente con VH1 como comentarista en WebJunks' 40 Greatest Internet Superstars.
Nguyen salió en la portada de abril de 2006 de la revista Stuff, en la entrevista interior afirmó que su apodo de "Tila Tequila" se produjo cuando experimentó con el alcohol en la escuela y tuvo una reacción alérgica graveCita requerida. Fue más tarde incluida en la Stuff’s 100 Sexiest Women Online. Apareció en agosto de 2006 en la portada de la revista Maxim UK, y fue nombrada la número 88 en su Hot 100 List, apareciendo también en la publicación de diciembre de 2007.
Tequila hizo una aparición como una de los 12 extraños en el primer programa de Identity para la NBC, el 6 de abril de 2007. La pista para su identidad era que tenía "más de un millón de amigos en MySpace", un número que, a partir de esa fecha, ascendería a 1.771.920 y contando. El 4 de marzo de 2007, apareció en la serie The War At Home (La guerra en casa). También apareció como una Hooters Girl en 2007, en la película I Now Pronounce You Chuck and Larry.

## A Shot at Love with Tila Tequila
El 26 de marzo de 2007, Tequila anunció en su blog de MySpace que podría estar grabando un programa de telerrealidad de VH1. La grabación comenzó en mayo de 2007, pero el espectáculo se trasladó a la cadena hermana de VH1, MTV, ese mismo verano. El 9 de octubre de 2007, A Shot at Love with Tila Tequila fue emitido en MTV. Se trata de programa de citas con una temática bisexual, donde 16 hombres heterosexuales y 16 mujeres lesbianas competían por los afectos de Tila, el giro es que los concursantes no eran conscientes de la bisexualidad de Tequila hasta el final del primer programa. Los diez capítulos de la serie fueron producidos por 495 Productions y MTV.
El espectáculo fue el centro de un acalorado debate en línea entre los conservadores cristianos y Tequila después de un artículo publicado en The Christian Post el 13 de septiembre de 2007. Después de ver el artículo, Tequila escribió una apasionada respuesta en su blog el 28 de septiembre de 2007, criticando a las iglesias por "ataques" a la comunidad gay a la par que agradecía a Dios el que le hubiera salvado la vida.
También en 2009 se estrenó un nuevo "Shot at Love" llamado "A Shot at Love with Tila Tequila II" de gran éxito.
Ha aparecido como invitada en el programa de televisión de Howard Stern, donde utilizó en directo una máquina Sybian.

## Tila's Hot Spot y otros proyectos de negocios
Nguyen, en 2001 puso en marcha su página web titulada Tila's Hot Spot. Originalmente, se trataba de un sitio web que contendría su información, cotizaciones, blog, y galerías fotográficas, incluyendo contenido para el cual se requeriría verificación de adultos y un pago mensual de pago por visión. Más tarde el formato del sitio fue renovado por TAJ Diseños Inc., para mostrar contenidos para todas las edades y la información para promover su actual carrera, empresas, su información personal, y una sección para miembros de pago, incluyendo vídeos, galerías fotográficas no eróticas, blogs, y sesiones de chat.
Durante el año 2005 Nguyen lanzó Tilafashion.com, un sitio personalizado con su línea de ropa para hombres y mujeres originalmente bajo el lema "So hot you'll just want to take it all off!". En 2006, Tila creó un sitio web titulado "Tila Zone", que ofrecía contenido para utilizar en Myspace y otros sitios web de redes sociales incluidos diseños, reproductores y galerías de imágenes.
Ahora Tila lanzó una nueva web donde se reportan novedades de artistas también se presentan muchas secciones relacionadas además de noticias sobre ella misma , y sus ayudantes (que les llama "Tila ARMY") próximamente también estrenara en esta web su nueva tienda en línea.
Otra web también lanza a mediados del 2010 es Tila's Hot Spot Dating, una web de emparejamiento en línea para conocer y salir con otras personas.

## Carrera musical
Tequila usó su carrera como modelo a modo de trampolín para otros negocios, quizás convirtiéndola en lo que es ahora mismo. A los 20 años, optó por su interés en el rock y la música, comenzando a buscar bandas dispuestas a unirse a ella. Finalmente, reunió a un grupo llamado Beyond Betty Jean, con el que fue cantante y compositora. Tras la disolución de la banda, Tequila comenzó a trabajar en estudios de grabación para afinar sus habilidades vocales y escribir música. Tequila se convirtió en la líder de un grupo llamado Jealousy, que había lanzado canciones a través de Internet. Jealousy ha aparecido en el álbum inaugural de MySpace Records, publicado a través de MySpace e Interscope Records.
Un importante giro en la carrera musical de Tequila se produjo el 24 de abril de 2006 durante la grabación del MTV's Total Request Live. En una entrevista con TRL VJs, Will.I.Am anunció que Tequila había firmado con el grupo de música Will.I.Am, una compañía discográfica dirigida por A&M Records. A pesar de su gran firma con la discográfica, Tequila lanzó independientemente su primer Sencillo "I Love U" a través de iTunes el 27 de febrero de 2007, justificando este lanzamiento con su deseo de llegar a ser famosa por sí misma. "I Love U" comenzó su camino a la cima de las listas de popularidad de iTunes en las siguientes 24 horas. Se rodó un videoclip de la canción, que estaba disponible de forma gratuita después de que la canción se hubiese descargado. Una vista previa del vídeo se mostró el 14 de febrero de 2007 en su página de MySpace. El vídeo también se ha lanzado a través de teléfonos móviles. El 6 de marzo de 2007, el vídeo de Tila fue el #1 más descargado en iTunes de Apple. En marzo de 2007, el sello discográfico con sede en Washington D. C. llamado The Saturday Team publicó un EP llamado Sex, by Tila Tequila. El 27 de julio de 2007, el sitio web italiano MusicBlob reveló que Team Saturday y la distribuidora Icon Music Entertainment Services habían demandado a Tila por la violación de su contrato relacionado con el álbum.
Después de haber tenido un éxito considerable con sus sencillos digitales, en el 2010, Tila Tequila lazó su segundo EP, titulado Welcome to the Darkside. El EP incluye una versión de la canción Blue Dress de Depeche Mode y una versión de la canción Walking On Thin Ice de Yoko Ono el cual tuvo un video que fue lanzado el 10 de marzo de 2011.
En 2010, Tila anunció en su Myspace oficial que su sencillo Pop Rox sería lanzado gratuitamente solo por el día de San Valentín y no llegó a salir a la venta.
En 2011, también lanzó su sencillo "I Love My DJ", que cuenta con su versión explícita "I F****d The DJ".
En 2011, Tila anunció que lanzará su próximo sencillo "You Can Dance" el 26 de julio.

## Discografía

### EP
- Sex (2007)
- Welcome to the Dark Side (2010)

### Sencillos
- "I Love U" (2007)
- "Stripper Friends" (2007)
- "Paralyze" (2008)
- "Pop Rox" (2011)
- "I Fucked the DJ (I Love My DJ)" (2010)
- "You Can Dance" (2011)